# Eugène Cuvelier
Pour les articles homonymes, voir Cuvelier.
Eugène Cuvelier, né le 6 avril 1837 à Arras (Nord-Pas-de-Calais), et mort le 31 octobre 1900 à Thomery (Seine-et-Marne), est un photographe français, spécialisé dans la photographie de paysage.

## Biographie
Son père, Adalbert Cuvelier (1812-1871), est marchand et fabricant d'huile à Arras ; peintre amateur, membre du cercle de Barbizon et ami de Camille Corot et d'Eugène Delacroix, il s'intéresse très tôt à la photographie et y forme son fils. Avec le peintre et lithographe Constant Dutilleux, son beau-père, et le professeur de dessin Léandre Grandguillaume, son beau-frère, il met au point en 1852-1853 le cliché-verre, un procédé photographique combinant dessin, gravure et photographie : sur une plaque de verre enduite d'une substance, on dessine à l'aide d'une pointe une image négative sensible à l'effet de la lumière qui est ensuite tirée sur papier (on parle alors du « procédé Cuvelier père, d'Arras »). Corot, en avril 1853, essaie ce « dessin sur verre pour photographie » et en réalise cinq, - mais le brevet en est déposé à Paris par Barthélémy Pont en novembre 1854 avec un procédé légèrement différent. 
Eugène Cuvelier se lie d'amitié avec Corot vers 1852-1853 à Arras et se rend à Barbizon pour la première fois en 1856, alors qu'il a 19 ans. Il épouse en 1859 Louise Ganne, la fille de François et Edme Ganne qui tiennent l'auberge Ganne à Barbizon, lieu de séjour des peintres ; Camille Corot est son témoin, Jean-François Millet et Théodore Rousseau ses garçons d'honneur,. Le jeune couple s'installe à Arras mais revient souvent à Barbizon où Eugène Cuvelier vit au milieu des nombreux artistes qui travaillent dans les 42 000 hectares de la forêt de Fontainebleau. Il photographie les arbres de la forêt, aux côtés des peintres et d'autres photographes ; alors que certains de ces derniers, comme Gustave Le Gray ne quittent guère les allées et les itinéraires balisés, Cuvelier s’aventure sous les arbres et réalise des plans rapprochés des entremêlements des branches et des feuilles. Il utilise la technique du cliché-verre.
Eugène Cuvelier réalise des photographies soigneusement composées et imprimées sur papier albuminé et salé, obtenant ainsi un effet pictural similaire aux peintures pré-impressionnistes de l'école de Barbizon : il s'inspire des œuvres de Corot, Théodore Rousseau, Jean-François Millet, et ces peintres sont à leur tour influencés par ses photographies et sa vision. 
Il expose ses clichés à la Société française de photographie en 1864, 1869 et 1870. 
À la fin de sa vie, Cuvelier et son épouse s'installent à Thomery, où il décède à l'âge de 63 ans en 1900 ; il repose au cimetière de Thomery, où sa tombe est ornée d'un médaillon en bronze.

## Redécouverte
Les œuvres d'Eugène Cuvelier ont été redécouvertes dans les années 1980. En 1991, quelques-unes de ses photographies sont exposées à Paris à la Bibliothèque nationale dans une exposition consacrée aux photographes de l'école de Barbizon. Elles sont par la suite exposées à la Staatsgalerie de Stuttgart, au Metropolitan Museum of Art de New York, puis au musée d'Orsay à Paris.
En 2007, un ensemble de 43 photographies d'Adalbert et Eugène Cuvelier est vendu 2,8 millions de dollars aux enchères chez Sotheby's à New York,.

### Photographies

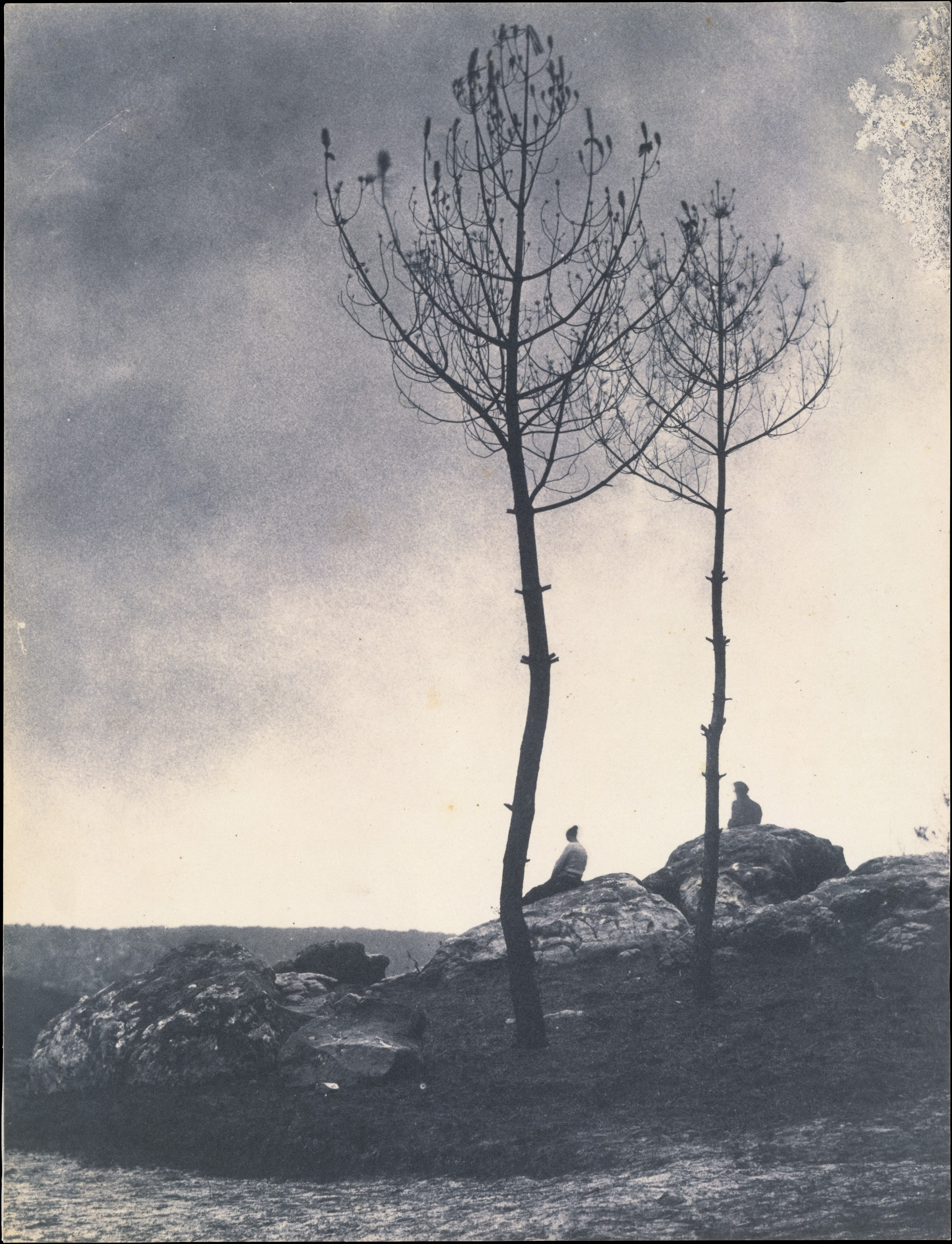
Eugène Cuvelier: Près de la caverne, terrain brûlé, 1860-1865, , impression sur papier salé à partir d'un négatif papier, Metropolitan Museum of Art, New York.
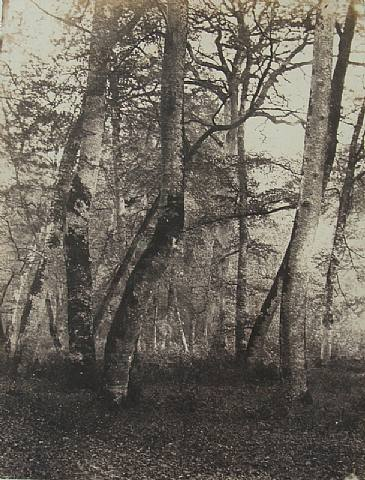
Hêtres, vers 1860.
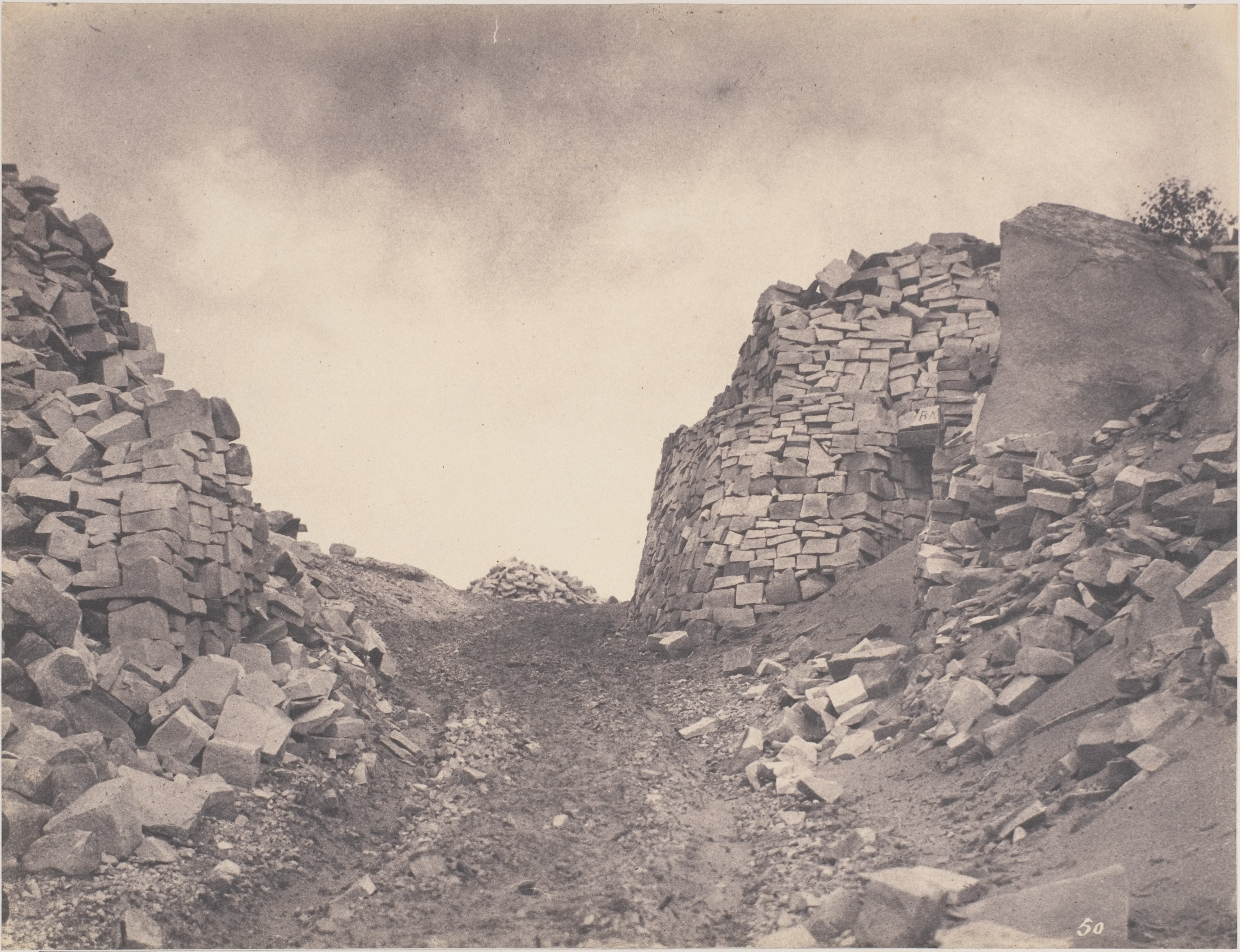
Carrière aux sables de Macherin, 1863, impression sur papier salé à partir d'un négatif papier, Metropolitan Museum of Art.
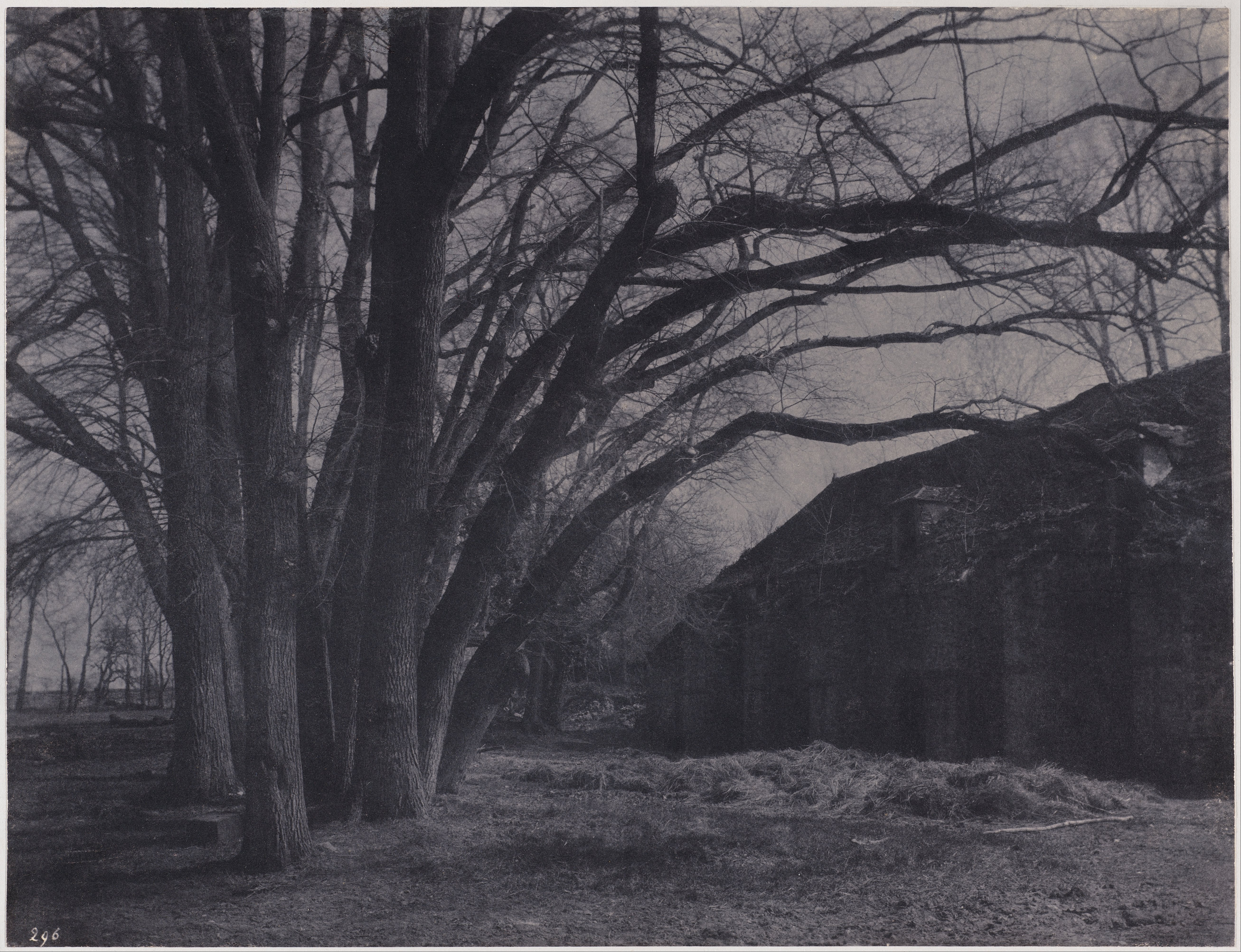
Ferme du parc de Courances, 1860-1870, impression sur papier salé, Museum of Fine Arts, Boston.
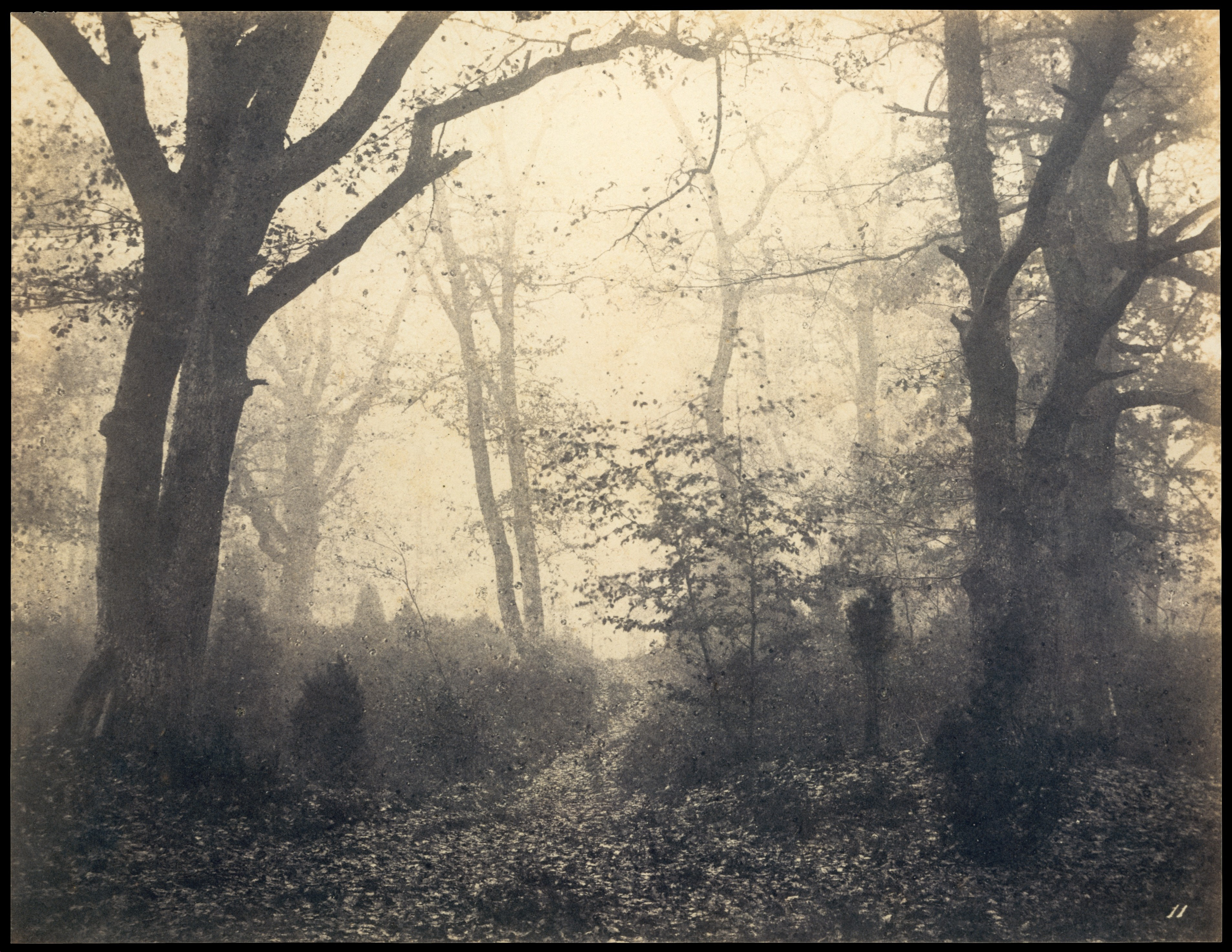
Forêt de Fontainebleau, fin des années 1860, impression sur papier salé à partir d'un négatif papier, Metropolitan Museum of Art.
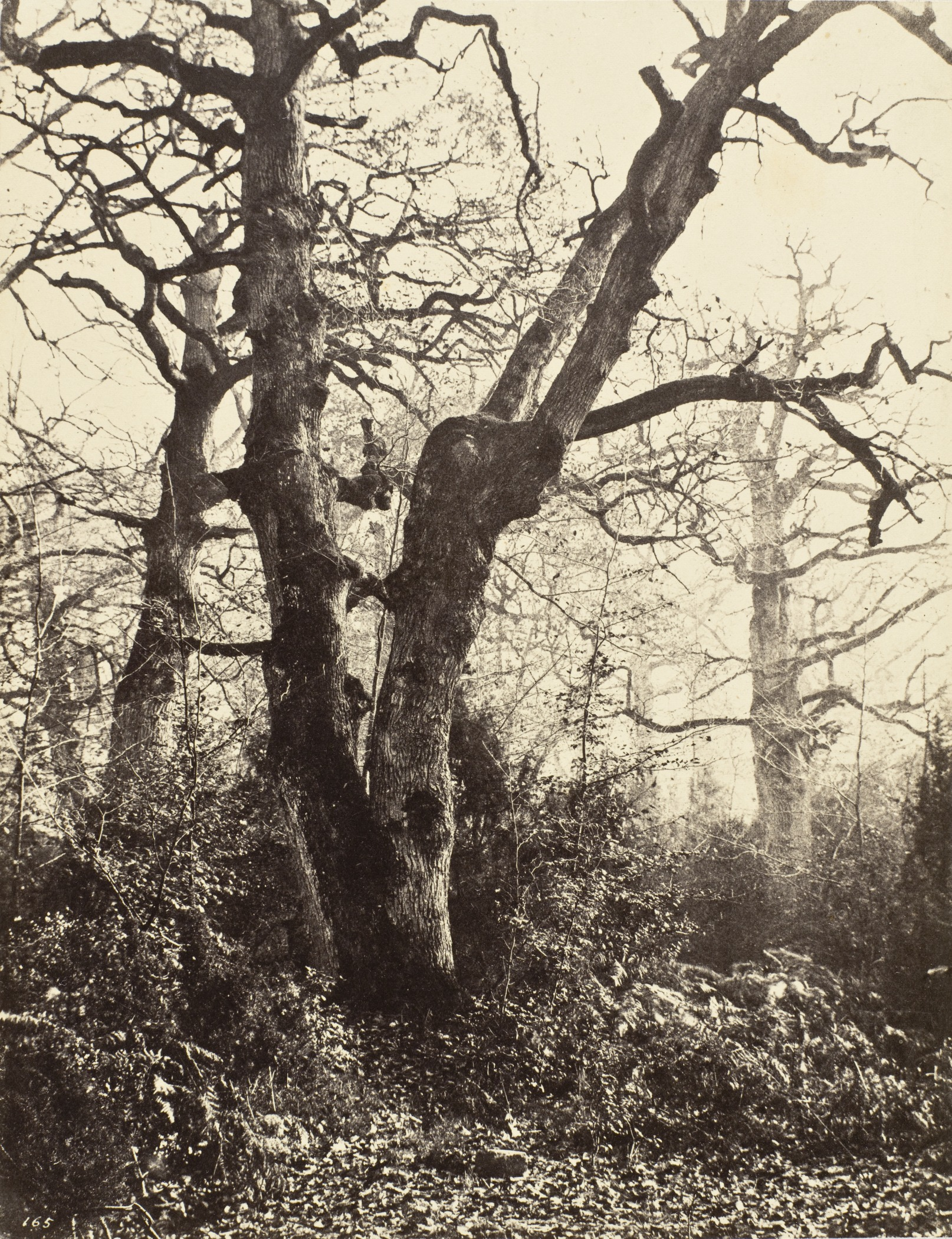
Près du chêne de Bodmer, vers 1858, tirage à l'albumine à partir d'un négatif sur papier ciré, Los Angeles County Museum of Art[N 4]

## Collections
- Metropolitan Museum of Art (The Met), New York[14].
- Bibliothèque nationale de France, Paris[15] ; une partie des photographies provient du legs en 1924 par Paul Blondel de sa collection sur Paris et l’Île-de-France au Cabinet des Estampes[16].
- Musée d'Orsay, Paris[17].

## Expositions
- 8 octobre 1996 - 12 janvier 1997 : Eugène Cuvelier : photographer in the circle of Corot, Metropolitan Museum of Art (The Met), New York[18].
- 8 mars - 25 mai 1997 : Eugène Cuvelier, Staatsgalerie, Graphische Sammlung, Stuttgart[19],[11],[20].
- 9 juin - 31 août 1997 : Eugène Cuvelier (1837-1900), photographe de la forêt de Fontainebleau, Musée d'Orsay, Paris[4].